# Play (Jennifer Lopez-dal)
A Play, Jennifer Lopez második kislemeze második albumáról a J.Loról.
A Play dal az amerikai Billboard Hot 100 a 18 helyen szerepelt.

## Változatok

### 1. kislemez
1. Play (Radio Edit)
2. Play (Full Intention Mix Radio)
3. Play (Artful Dodger Mix) (Main Mix Radio)
4. Play (Thunderpuss Club Mix)
5. Play (The Genie Mix)
6. Love Don't Cost a Thing (Main Rap #1 ft. Sean Combs)

### 2. kislemez
1. Play
2. Play (Full Intention Mix Radio)
3. Love Don't Cost a Thing (Main Rap #1 ft. Sean Combs)
4. Play (videóklip)

## Helyezések
| Ország                         | Peak position |
| ------------------------------ | ------------- |
| Ausztrál kislemezlista         | 14            |
| Osztrák kislemezlista          | 21            |
| Belga kislemezlista (Flandria) | 10            |
| Belga kislemezlista (Vallónia) | 8             |
| Kanadai kislemezlista          | 5             |
| Dán kislemezlista              | 19            |
| Holland kislemezlista          | 7             |
| Európai Hot 100 kislemezlist   | 6             |
| Finn kislemezlista             | 10            |
| Francia kislemezlista          | 20            |

| Országok                           | Csúcspozíció |
| ---------------------------------- | ------------ |
| Német kislemezlista                | 19           |
| Ír kislemezlista                   | 10           |
| Olasz kislemezlista                | 8            |
| Új-Zélandi kislemezlista           | 7            |
| Norvég kislemezlista               | 12           |
| Svéd kislemezlista                 | 10           |
| Svájci kislemezlista               | 10           |
| Brit kislemezlista                 | 3            |
| U.S. Billboard Hot 100             | 18           |
| U.S. Billboard Hot Dance Club Play | 2            |

### Minősítések
| Ország     | Tanusitó | Minősítés | Értékelés |
| ---------- | -------- | --------- | --------- |
| Ausztrália | ARIA     | Arany     | 35,000    |

## Fordítás
Ez a szócikk részben vagy egészben  a   Play (Jennifer Lopez song) című angol Wikipédia-szócikk fordításán alapul.  Az eredeti cikk szerkesztőit annak laptörténete sorolja fel. Ez a jelzés csupán a megfogalmazás eredetét és a szerzői jogokat jelzi, nem szolgál a cikkben szereplő információk forrásmegjelöléseként.